# Бах, Кристофер
Кристофер Бах (нем. Christopher Bach; 24 марта 1835, Нидероне, ныне в составе Эшвеге — 26 января 1927, Милуоки) — американский дирижёр и композитор немецкого происхождения.

## Биография
Начал учиться музыке в Эшвеге у Филиппа Муската, затем занимался гармонией и контрапунктом в Касселе у Отто Краусхаара, одновременно осваивая игру на многих музыкальных инструментах, от скрипки до тромбона. В 1855 г. вместе с родителями и родственниками перебрался в США и обосновался в Милуоки, где продолжил своё музыкальное образование под руководством Эдуарда Соболевского, одновременно зарабатывая на жизнь игрой на корнете в духовом оркестре. Однако уже осенью того же года Бах организовал и возглавил в качестве первой скрипки струнный секстет, быстро заслуживший признание в городе; для этого секстета Бах выполнил множество аранжировок популярной оперной музыки, в том числе почти всей оперы Джузеппе Верди «Трубадур». В сезоне 1864—1865 гг. Бах руководил оркестром в одном из театров Чикаго, однако затем вернулся в Чикаго и учредил собственный оркестр с регулярными концертами по воскресеньям, во главе которого стоял до 1907 года. Бах знакомил городскую публику с немецким романтическим репертуаром, делая акцент на сочинениях Франца Шуберта, Феликса Мендельсона и Рихарда Вагнера. Он с успехом дирижировал концертами на Всемирных выставках 1893 года в Чикаго и 1904 года в Сент-Луисе, а в 1890 г. триумфально гастролировал в Новом Орлеане с собственным оркестром из 70 музыкантов.
Баху принадлежат три комические оперы, разнообразная оркестровая музыка, в том числе лёгкая (многочисленные марши и увертюры). Он вёл широкую преподавательскую деятельность, его учениками были и двое из четырёх его сыновей, Хуго и Густав, ставшие профессиональными музыкантами (а Хуго принял у отца руководство его оркестром). Имя Баха, как отмечала музыкальная критика спустя более 30 лет после его смерти, в течение полувека было синонимом музыки в Милуоки.